# Campeonato de Apertura de la Segunda División de Chile
El Campeonato de Apertura de la Segunda División de Chile o Copa Apertura de la Segunda División de Chile fue una competición oficial de copa doméstica de fútbol profesional que se disputaba anualmente entre clubes de la Segunda División de Chile (actual Primera B), como un símil de la Copa Chile. Fue organizado por la Asociación Central de Fútbol (ACF), entre 1969 y 1986, y por su sucesora, la Asociación Nacional de Fútbol Profesional (ANFP), entre 1987 y 1990.
El último campeón fue Deportes Antofagasta, mientras que el equipo con más títulos fue Huachipato, que se adjudicó la copa en dos oportunidades.

## Historial
Esta tabla muestra los principales resultados de la fase final de cada Campeonato de Apertura de la Segunda División de Chile (actual Primera B).
| Año         | Campeón              | Resultado     | Subcampeón            | Nombre del Trofeo    |
| ----------- | -------------------- | ------------- | --------------------- | -------------------- |
| 1969        | Naval                | 0-3 3-0       | Ferroviarios          | Copa Isidro Corbinos |
| 1970        | San Antonio Unido    | 4-0 1-2       | Coquimbo Unido        | Copa Isidro Corbinos |
| 1971        | Ñublense             | -             | Deportes Ovalle       | Copa Isidro Corbinos |
| 1972        | No se disputó        | No se disputó | No se disputó         | -                    |
| 1973        | Deportes Aviación    | 3-2           | Ñublense              | Copa Isidro Corbinos |
| 1974 - 1978 | No se disputó        | No se disputó | No se disputó         | -                    |
| 1979        | Huachipato           | 1-0           | Deportes Ovalle       | Copa Polla Gol       |
| 1980        | San Luis             | 2-1           | Rangers               | Copa Polla Gol       |
| 1981        | Deportes Arica       | 2-0           | Santiago Morning      | Copa Polla Gol       |
| 1982        | Everton              | 2-0           | Colchagua             | Copa Polla Gol       |
| 1983        | Huachipato           | 2-1           | San Luis              | Copa Polla Gol       |
| 1984        | Iberia               | 2-1 3-0       | Curicó Unido          | Copa Polla Gol       |
| 1985        | No se disputó        | No se disputó | No se disputó         | -                    |
| 1986        | O'Higgins            | 2-1           | Santiago Wanderers    | Copa Polla LAN Chile |
| 1987        | Deportes Temuco      | -             | Deportes La Serena    | Copa LAN Chile       |
| 1988 - 1989 | No se disputó        | No se disputó | No se disputó         | -                    |
| 1990        | Deportes Antofagasta | 2-1           | Deportes Puerto Montt | Copa Apertura        |

## Palmarés
| Equipo                | Campeón         | Subcampeón      |
| --------------------- | --------------- | --------------- |
| Huachipato            | 2 (1979 y 1983) | 0               |
| Ñublense              | 1 (1971)        | 1 (1973)        |
| San Luis              | 1 (1980)        | 1 (1983)        |
| Naval                 | 1 (1969)        | 0               |
| San Antonio Unido     | 1 (1970)        | 0               |
| Deportes Aviación     | 1 (1973)        | 0               |
| Deportes Arica        | 1 (1981)        | 0               |
| Everton               | 1 (1982)        | 0               |
| Iberia                | 1 (1984)        | 0               |
| O'Higgins             | 1 (1986)        | 0               |
| Deportes Temuco       | 1 (1987)        | 0               |
| Deportes Antofagasta  | 1 (1990)        | 0               |
| Deportes Ovalle       | 0               | 2 (1971 y 1979) |
| Ferroviarios          | 0               | 1 (1969)        |
| Coquimbo Unido        | 0               | 1 (1970)        |
| Rangers               | 0               | 1 (1980)        |
| Santiago Morning      | 0               | 1 (1981)        |
| Colchagua             | 0               | 1 (1982)        |
| Curicó Unido          | 0               | 1 (1984)        |
| Santiago Wanderers    | 0               | 1 (1986)        |
| Deportes La Serena    | 0               | 1 (1987)        |
| Deportes Puerto Montt | 0               | 1 (1990)        |

## Goleadores
| Edición | Jugador                        | Equipo                            | Goles |
| ------- | ------------------------------ | --------------------------------- | ----- |
| 1970    | Carlos Vásquez Juan Soto       | San Antonio Unido                 | 9     |
| 1979    | Orlando Arias                  | Deportes Arica                    | 8     |
| 1980    | Víctor Cabrera                 | San Luis                          | 15    |
| 1981    | Manuel Baeza Patricio Bonhomme | Santiago Morning Deportes Linares | 8     |
| 1982    | Sergio Salgado                 | Cobresal                          | 14    |
| 1983    | Horacio Italiano               | Huachipato                        | 13    |
| 1984    | Luis Martínez                  | Curicó Unido                      | 15    |
| 1986    | Mauro Céspedes                 | Unión Santa Cruz                  | 15    |
| 1987    | Juan Santibáñez                | Deportes Puerto Montt             | 16    |
| 1990    | Hermes Navarro                 | Deportes Arica                    | 19    |

## Copas locales complementarias

### Copa Ernesto Alvear
Fue un pequeño torneo que se jugó en 1983 con algunos equipos de la Segunda División de Chile. Se jugó en dos grupos de cinco equipos y no tenía ninguna intención que no fuese la de completar el calendario anual y conseguir algo de dinero para los clubes participantes, puesto que el resto de los equipos jugaba la liguilla del Campeonato de Apertura de 1983. Se jugó entre la finalización de ese torneo y el inicio del campeonato nacional de Segunda División de ese año, entre el 3 de julio y el 3 de agosto de 1983. El campeón fue Santiago Morning, que en la final venció por 1-0 a Deportes Laja.

### Torneo de Clausura de la Segunda División de Chile 1985-86 - Copa CCU
Fue un pequeño torneo que se jugó con algunos equipos de la Segunda División de Chile. Se jugó en tres grupos y no tenía ninguna intención que no fuese la de completar el calendario anual y conseguir algo de dinero para los clubes participantes, puesto que el campeón se adjudicaba un premio de medio millón de pesos y el honor de haber sido el mejor de todos. Se jugó al finalizar el campeonato nacional de Segunda División, entre diciembre de 1985 y el 9 de febrero de 1986. El campeón fue Malleco Unido, que en la final venció por 6-3 a Provincial Osorno. El título en disputa era la Copa CCU.